# Orbit (žvýkačka)

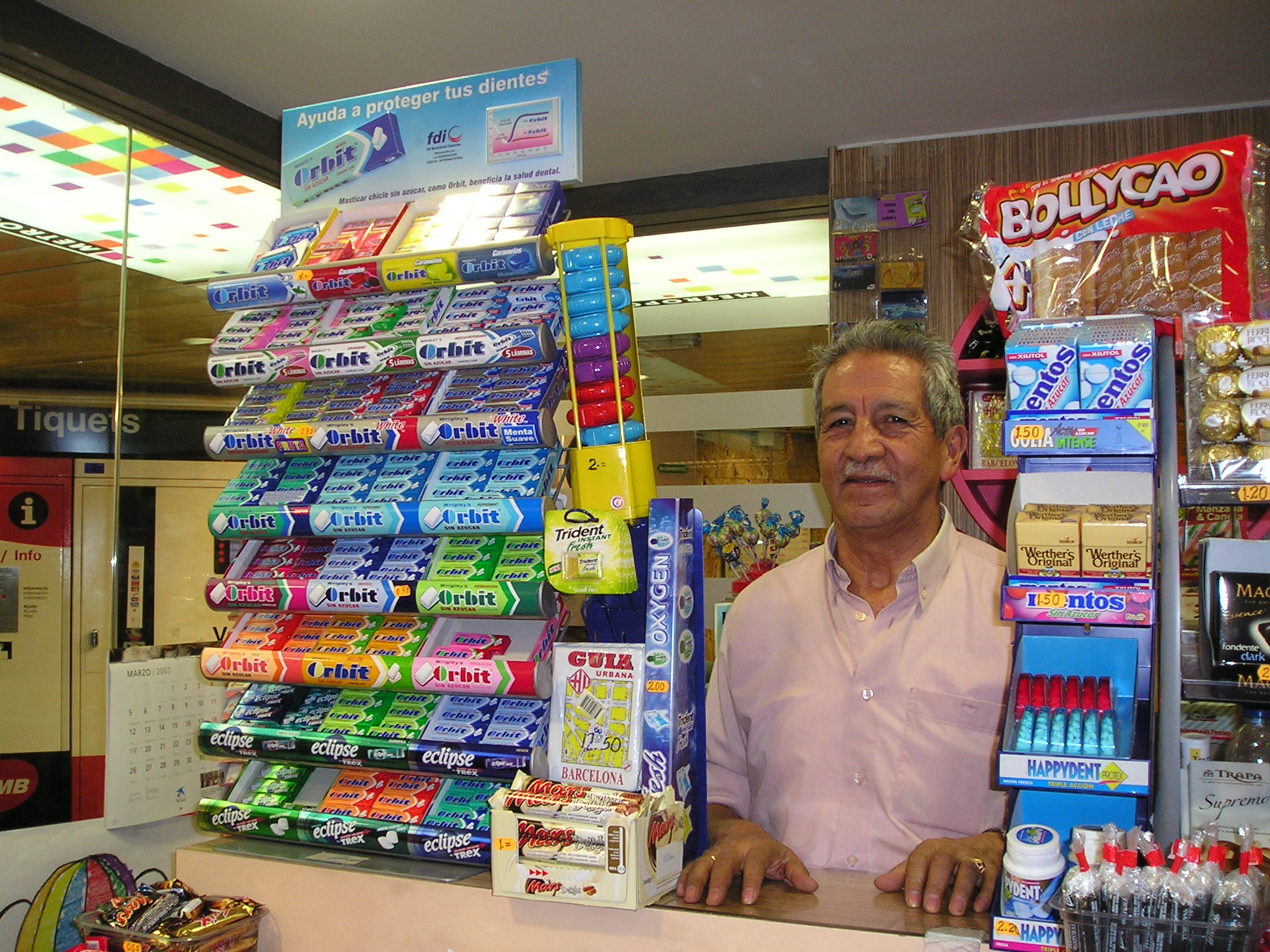
Stánek se žvýkačkami Orbit

Žvýkačky Orbit (dříve žvýkačky od společnosti Wrigley) založil Američan William Wrigley (původní prodejce mýdla a prášku na pečení), který dával k nákupu žvýkací gumu jako reklamu.
Roku 1976 se daly žvýkačky koupit pouze v Německu, Švýcarsku a Holandsku, postupně se rozšířily po celém světě.
Žvýkačky Orbit lze koupit např.: s melounovou, pomerančovou, hruškovou, jablečnou, jahodovou a mentolovou příchutí.